# Constanze Dahn
Constanze Dahn, née Constance Le Gaye le 12 juin 1814 à Cassel et morte le 26 mars 1894 à Munich, est une actrice allemande d'origine franco-huguenote. 

## Biographie
En 1821, à l'âge de sept ans, elle fait ses débuts au théâtre de Düsseldorf dans le rôle du "Donauweibchen". Le 29 juin 1831 elle connaît son plus grand succès dans le rôle de "Gretchen". 